# Carl Griese

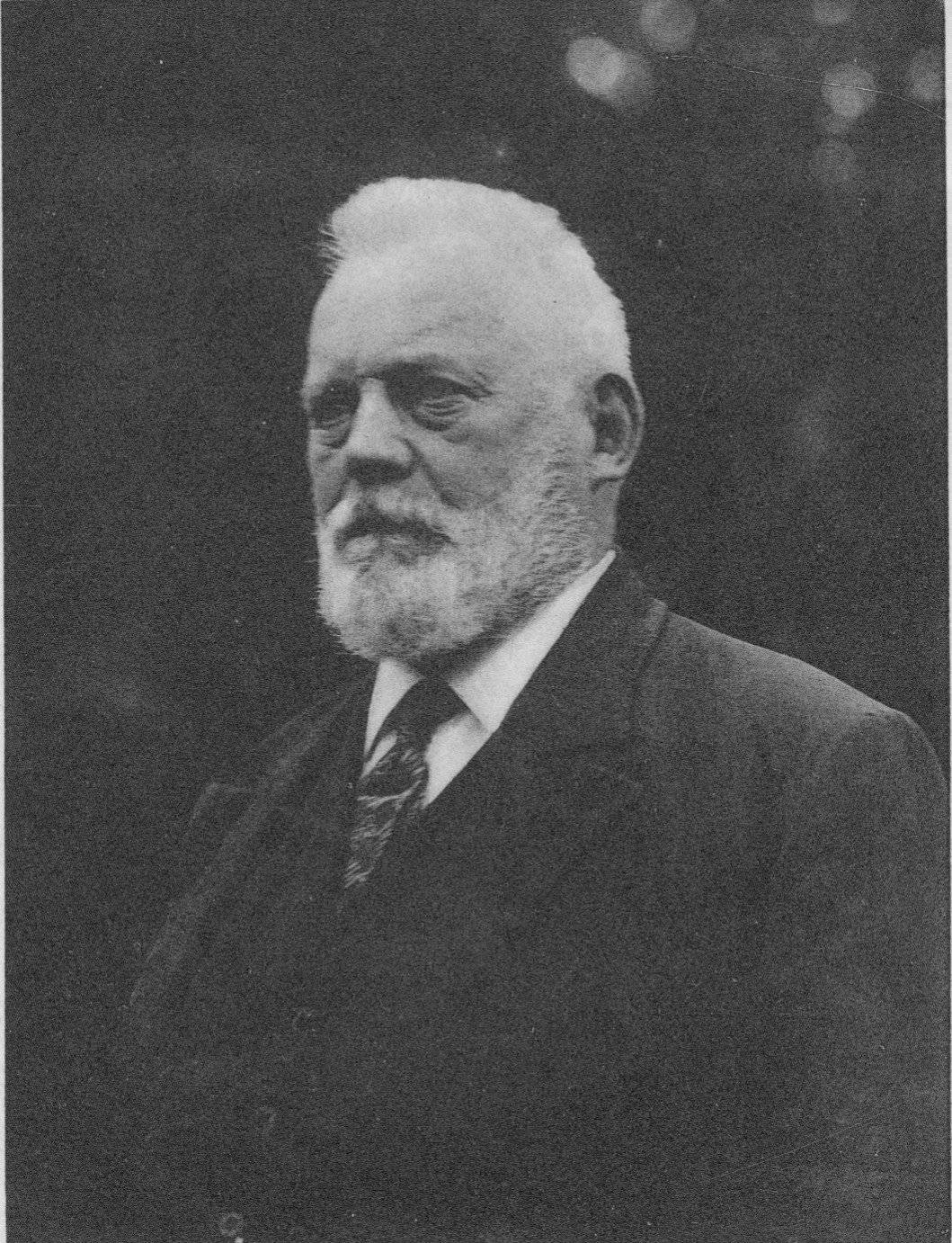
Porträt Carl Griese, ca. 1930

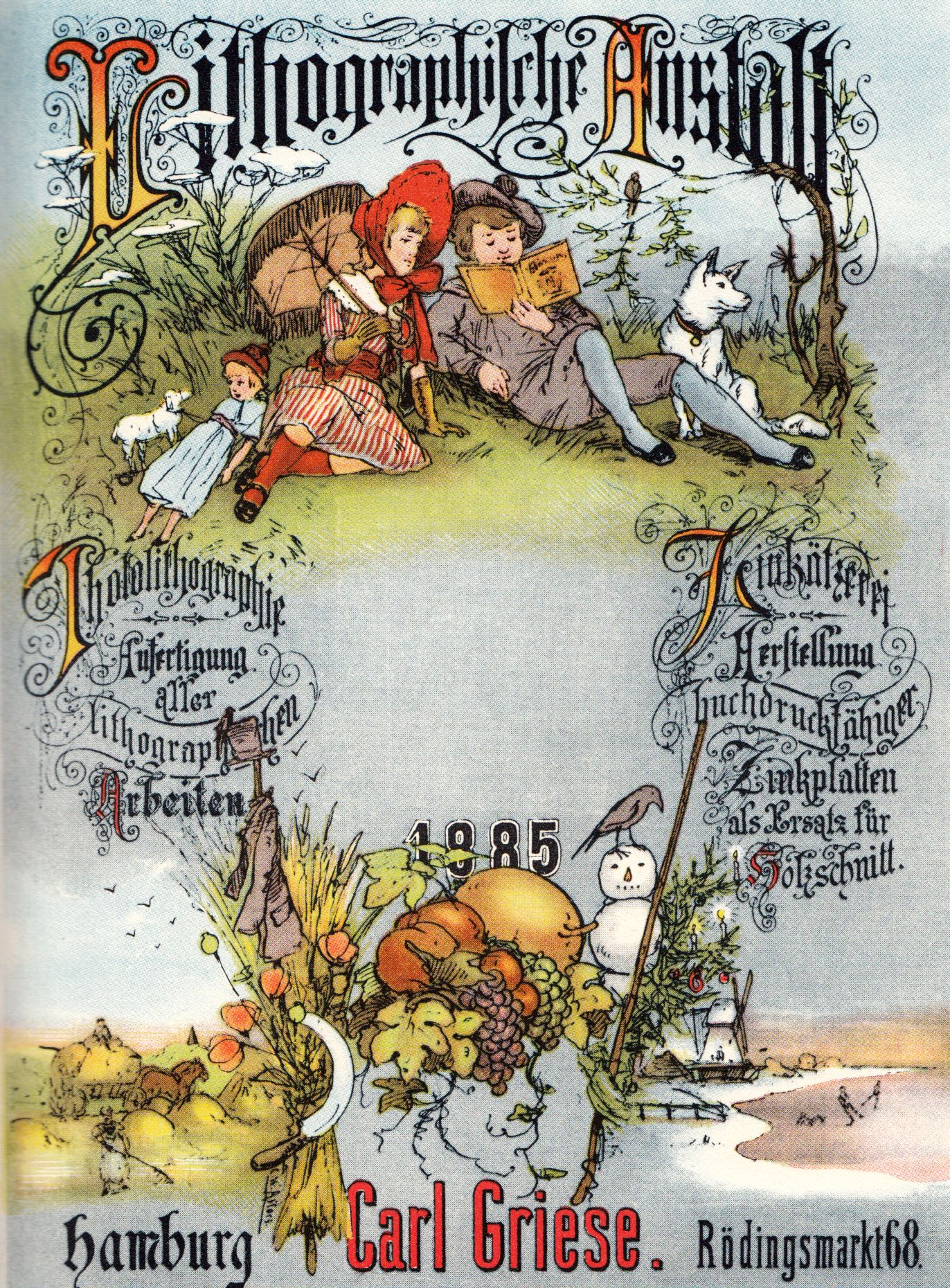
Plakat aus 1885

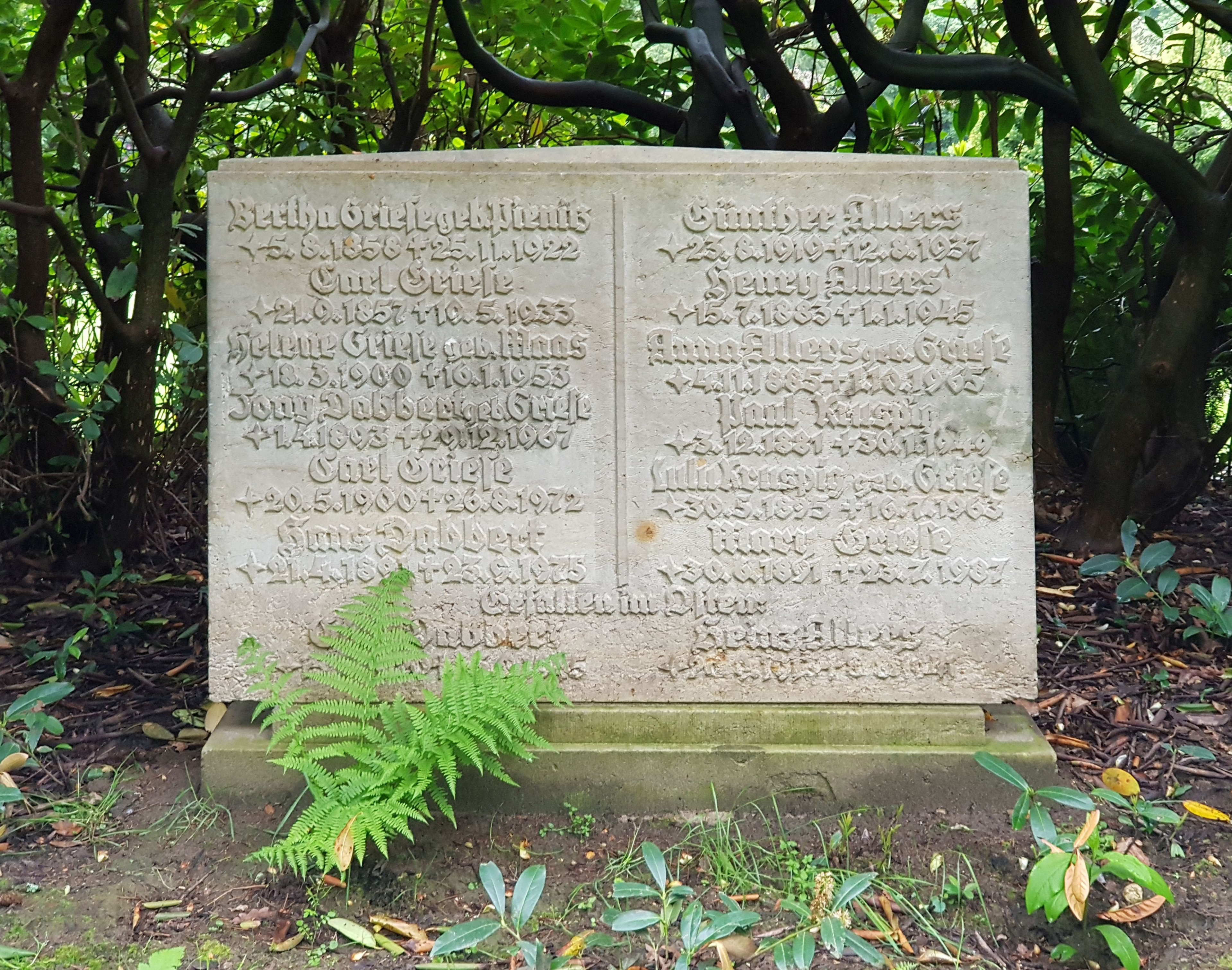
Der Grabstein der Familie des Lithografen Carl Griese auf dem Friedhof Ohlsdorf

Carl Hinrich Griese (* 21. September 1857 in Hamburg; † 19. Mai 1933 ebenda) war ein deutscher Lithograf, Fotograf, Verleger und Druckereibesitzer.

## Leben
Der Sohn eines Schlossers absolvierte eine Lithografenlehre und ging anschließend über Leipzig nach Karlsruhe, wo er neben dem Beruf die dortige Kunstakademie besuchte. 1880 kehrte er nach Hamburg zurück und gründete eine eigene Druckerei (zunächst am Rödingsmarkt, später an der Ecke Steintwiete/Deichstraße), in der er u. a. Kunstdrucke herstellte, darunter Werke seines Schulfreundes Christian Wilhelm Allers, ferner Seekarten für die Deutsche Seewarte oder Plakate für die Hapag.
Im Jahr 1886 gehörte er zu den Gründern des Kunstgewerbe-Vereins, der heutigen Justus Brinckmann Gesellschaft, der ihn 1930 zum Ehrenmitglied ernannte.
Zusammen mit dem Ingenieur Joseph Rader und dem Geschäftsmann Christel Föge entwickelte Griese einen der ersten funktionsfähigen Fotoautomaten, der 1889 zum Patent angemeldet und im selben Jahr in der Hamburgischen Gewerbeausstellung präsentiert wurde. Griese fotografierte auch selbst und veröffentlichte eine Reihe von Fotobänden mit Hamburger Straßenszenen und Landschaftsaufnahmen z. B. aus den Vier- und Marschlanden.
Griese starb 1933 und wurde auf dem Friedhof Ohlsdorf in Familiengrab beigesetzt in der Grablage P14/473-475.
Nach seinem Tod führte sein Sohn Carl Siegmund Griese (1900–1972) den Betrieb weiter.